# 棕櫚城 (佛羅里達州)
棕櫚城（英語：Palm City）是位於美國佛羅里達州馬丁縣的一個人口普查指定地區。

## 地理
棕櫚城的座標為27°10′16″N 80°16′43″W / 27.17111°N 80.27861°W，而該地最高點為海拔高度2米（即7英尺）。

## 人口
根據2010年美國人口普查的數據，棕櫚城的面積為42.00平方千米，當中陸地面積為37.90平方千米，而水域面積為5.00平方千米。當地共有人口23120人，而人口密度為每平方千米550人。